# Rimini Baseball Club 2017
Il Rimini Baseball Club ha preso parte alla Italian Baseball League 2017.

## Divise e sponsor
Lo sponsor tecnico è Erreà. Al centro di tutte e tre le divise, sotto alla dicitura Rimini, figura il logo esteso dello sponsor secondario Conclima.
| Prima | Seconda | Terza |

## Roster

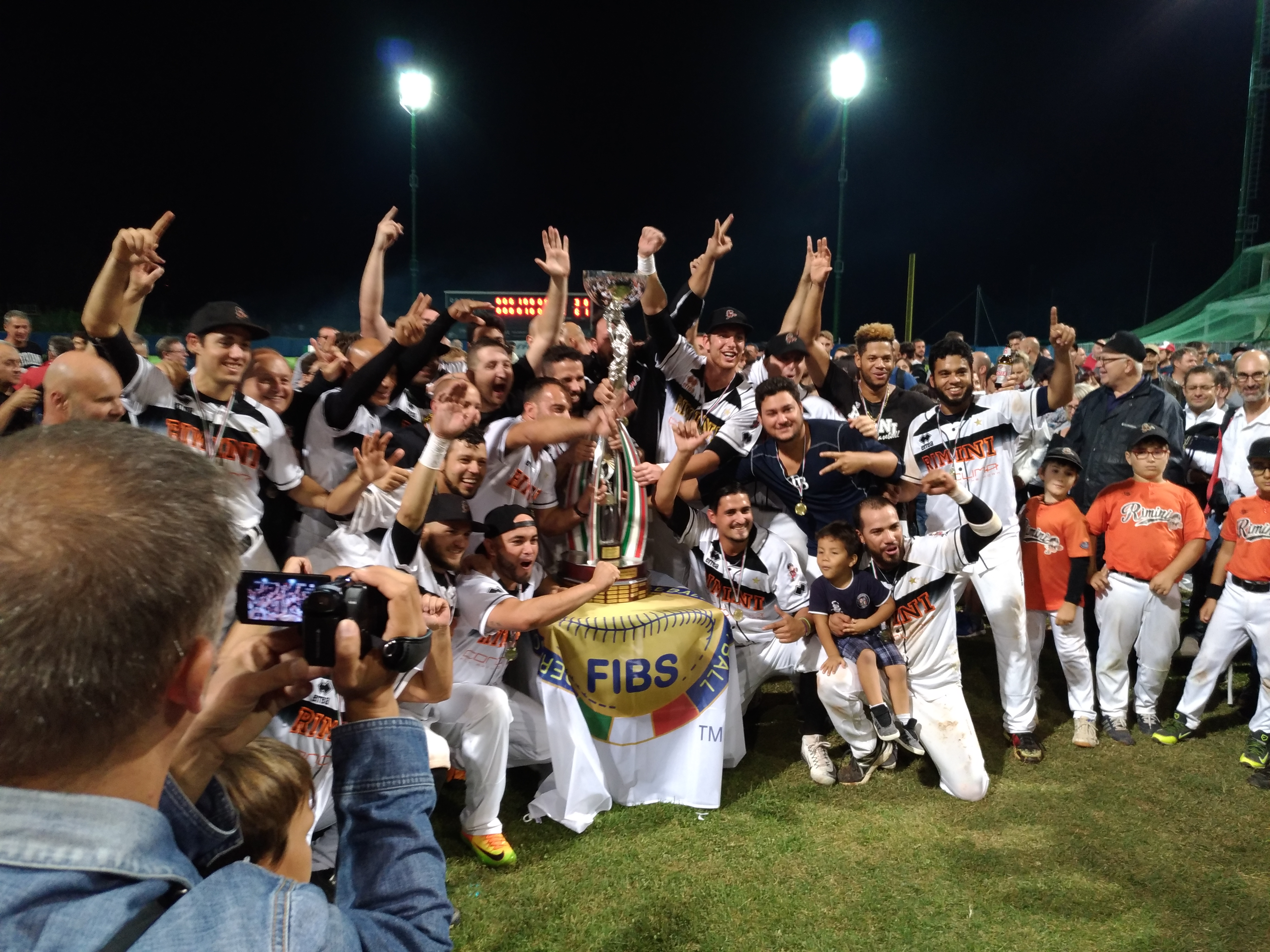
Festeggiamenti per lo scudetto

- gli stranieri senza passaporto comunitario convocati per la Champions Cup (al massimo tre per regolamento) sono stati Durán, Cáseres e Rosario[1]
- Giovanni Garbella, fratello di Nicola, si è aggregato alla squadra per la sola European Cup, tenutasi a giugno[2]
- il 21 giugno è stato tagliato Carlos Durán[3]
- contemporaneamente al taglio di Durán, è stato ufficializzato l'ingaggio di Willy Vásquez[3]

## Organigramma
Area direttiva
- Presidente: Cesare "Rino" Zangheri
- Vice presidente: Valeriano Gorini

Area organizzativa
- Team manager: Filippo Crociati

Area comunicazione
- Ufficio stampa: Simone Drudi

Area tecnica
- Manager: Paolo Ceccaroli
- Pitching coach: Pier Paolo Illuminati
- Bench coach: Elio Gambuti
- Coach: Cesar Heredia, Paolo Siroli, Andrea Palumbo

Area sanitaria
- Medico sociale: Dott. Andrea Pellegrini
- Preparatore atletico: Paolo Buzzoni
- Fisioterapista: Roberto Zani, Alberto De Carli

## Risultati

### Italian Baseball League

#### Italian Baseball Series
Gara 1
| Serravalle 1º settembre 2017, ore 20:30 Gara 1 | T&A San Marino | 1 – 2 referto | Rimini Baseball | Stadio di Serravalle |
| \| \| \| \| \| \| Doppi \| Zappone \|          |                |               |                 |                      |
|                                                |                |               |                 |                      |
|                                                | Doppi          | Zappone       |                 |                      |

Gara 2
| Serravalle 2 settembre 2017, ore 20:30 Gara 2                                                                                   | T&A San Marino | 5 – 15 referto           | Rimini Baseball | Stadio di Serravalle |
| \| \| \| \| \| Poma, Reginato, Pulzetti, Avagnina \| Doppi \| Noguera, Celli \| \| \| Fuoricampo \| Infante al 9º da 4 punti \| |                |                          |                 |                      |
| |                |                          |                 |                      |
| Poma, Reginato, Pulzetti, Avagnina                                                                                              | Doppi          | Noguera, Celli           |                 |                      |
| | Fuoricampo     | Infante al 9º da 4 punti |                 |                      |

Gara 3
| Rimini 5 settembre 2017, ore 20:30 Gara 3                                              | Rimini Baseball | 2 – 1 referto             | T&A San Marino | Stadio dei Pirati |
| \| \| \| \| \| Zappone \| Doppi \| \| \| \| Fuoricampo \| Reginato al 4º da 1 punto \| |                 |                           |                |                   |
|                                                                                        |                 |                           |                |                   |
| Zappone                                                                                | Doppi           |                           |                |                   |
|                                                                                        | Fuoricampo      | Reginato al 4º da 1 punto |                |                   |